# Jánská povodeň
Jánská povodeň vznikla 16. května 1889 na svatého Jana v okolí tehdejšího Přeštického okresu. Blesková povodeň postihla území mezi Červeným Poříčím a Přešticemi a zahynulo při ní více než padesát osob.

## Popis
V noci z 16. na 17. května 1889 se přehnala nad krajem prudká bouře, která rozvodnila Příchovický potok včetně jeho přítoků a Vlčí potok. Potoky nemohly pojmout stékající vodu z okolních kopců a zvýšená hladina vody zasáhla obce, kterými oba potoky protékaly.
Největší pohroma byla na Vlčím potoce ve vesnici Jíno (dříve Jinín), kde zahynulo 24 lidí, sedm domů bylo zničeno úplně a dvacet poškozeno v různé míře; výška nánosů bahna dosahovala 70 cm (dvě a půl stopy). Při povodni zahynulo na 40 kusů dobytka.
Na Příchovickém potoce zaútočila voda Zlatého potoka na rybník pod Lužským lesem, kde prolomila hráz rybníka, zničila pilu a zahubila osm lidí. Po proudu voda přetekla přes hráz rybníka v Horšicích a valila se na osadu Vitouň, kde protrhla hráz Vitouňského rybníka a dále také hráze rybníka v Radkovicích. Vzdutá vlna vody dosahovala až dvou metrů výšky, unášela klády a dříví z pily a rozbořených domů. V Radkovicích zahynuli čtyři lidé, v Příchovicích devět. Byly zničeny nebo poškozeny mlýny v Liebštejně a Příchovicích. Nánosy bahna, zbytky stromů, obydlí a balvanů (až 150 kg) zanesly pole a louky nebo byla odplavena ornice z polí. Celkem zahynulo 53 lidí.
Na pomoc oblasti byla vyslána ženijní jednotka z Plzně. Byly organizovány veřejné sbírky na pomoc postiženým, jak finanční, tak i v podobě potravin, ošacení nebo stavebního materiálu.
Další povodeň zasáhla oblast 2. srpna 1890. Po těchto povodních se začala regulovat koryta potoků a regulace byla ukončena v roce 1903.